# Markus Herbrand
Markus Herbrand (né le 24 février 1971 à Schleiden) est un conseiller fiscal allemand, homme politique (FDP) et député du Bundestag depuis 2017.

## Biographie
Après sept ans en tant que conseiller fiscal adjoint et assistant d'audit, Herbrand réussit l'examen de conseiller fiscal en 1999. Il travaille comme conseiller fiscal en Rhénanie du Nord-Westphalie.

## Politique
Herbrand rejoint le FDP en 2002. Deux ans plus tard, il devient membre du conseil municipal de Schleiden. De plus, il est membre du conseil de l'arrondissement d'Euskirchen depuis 2009. Dans le parti, Herbrand est président de district du FDP Aix-la-Chapelle depuis 2014 et membre du conseil d'État du FDP Rhénanie du Nord-Westphalie .
Aux élections fédérales de 2017, Herbrand se présente dans la circonscription d'Euskirchen - Rhein-Erft-Kreis II et entre au Bundestag par la liste d'État. Ici, il est membre à part entière de la commission des finances .

## Vie privée
Herbrand est marié depuis 2002. Il est de confession catholique romaine.